# Cnesterodontini
Cnesterodontini es una tribu de peces de agua dulce perteneciente a la familia poecílidos. Sus especies se distribuyen por ríos de América del Sur.

## Géneros
Tiene los siguientes cuatro géneros:
- Cnesterodon Garman, 1895
- Phalloceros Eigenmann, 1907
- Phalloptychus Eigenmann, 1907
- Phallotorynus Henn, 1916